# Mirosternus lugubris
Mirosternus lugubris là một loài bọ cánh cứng thuộc chi Mirosternus trong họ Ptinidae.